# Minarchisme
Minarchisme is een libertaire politieke filosofie die streeft naar een staat die enkel bestaat om zijn burgers te beschermen tegen agressie, diefstal, contractbreuk en fraude. De meeste minarchisten beschouwen het leger, de politie en het gerechtelijk apparaat als de enige legitieme overheidsinstellingen. Er zijn weliswaar ook minarchisten die pleiten in het voordeel van overheidsinstellingen zoals brandweerkorpsen en gevangenissen als legitieme overheidsfuncties, evenals een kleinschalige uitvoerende en wetgevende macht. Zulke staten met slechts zeer beperkte macht staan bekend als nachtwakersstaten.

## Filosofie
Minarchisten stellen dat het een malum in se is voor de overheid om tussen te komen in transacties tussen mensen door hen te belasten voor diensten die niet rechtstreeks in verband staand met de bescherming van de onderdanen. Sommige minarchisten stellen dat de staat onvermijdelijk is en anarchokapitalisme aldus futiel. In het algemeen verantwoorden minarchisten het bestaan van de staat op basis van de verwachte bevooroordeeldheid van private beveiligingsfirma's en rechtbanken ten voordele van de meest betalende. Robert Nozick, die het idee van de minimale staat publiceerde in Anarchy, State and Utopia, argumenteerde dat een nachtwakersstaat een kader biedt voor ieder politiek systeem dat fundamentele rechten respecteert en daarom dus moreel te verantwoorden is.
Minarchisten geloven dat een laissez-faire-economie zowel op ethisch als pragmatisch vlak het beste systeem is. Ze betogen dat zeer lage belastingtarieven als gevolg van minimale overheidsinstellingen voor economische voordelen zullen zorgen.